# Llista d'hospitals de Catalunya
Llista d'Hospitals de Catalunya de la Xarxa d'Hospitals d'Utilització Pública (XHUP), ordenats per regions sanitàries del Servei Català de la Salut.

## Alt Pirineu i Aran
| Centre                           | Adreça                                  | Tipus        | Coordenades                                          |
| -------------------------------- | --------------------------------------- | ------------ | ---------------------------------------------------- |
| Fundació Sant Hospital           | Pg. de Joan Brudieu, 8. La Seu d'Urgell | Privat, XHUP | 42° 21′ 18″ N, 1° 27′ 39″ E / 42.354903°N,1.460929°E |
| Antic Hospital de Puigcerdà      | Pl. de Santa Maria, 1. Puigcerdà        |              | 42° 25′ 57″ N, 1° 55′ 34″ E / 42.432465°N,1.926064°E |
| Hospital de Cerdanya (Puigcerdà) | d'Ur. Puigcerdà                         |              | 42° 26′ 39″ N, 1° 55′ 48″ E / 42.444130°N,1.930117°E |
| Hospital Comarcal del Pallars    | Pau Casals, 5. Tremp                    | Públic, GSS  | 42° 09′ 52″ N, 0° 53′ 51″ E / 42.164493°N,0.897521°E |
| Espitau Val d'Aran               | Espitau, 8. Vielha e Mijaran            |              | 42° 42′ 08″ N, 0° 47′ 51″ E / 42.702242°N,0.797394°E |

## Barcelona

### Alt Penedès
| Centre                             | Adreça                                | Tipus | Coordenades                                          |
| ---------------------------------- | ------------------------------------- | ----- | ---------------------------------------------------- |
| Hospital Comarcal de l'Alt Penedès | Espirall, s/n. Vilafranca del Penedès |       | 41° 21′ 26″ N, 1° 42′ 19″ E / 41.357308°N,1.705215°E |

### Baix Llobregat
| Centre                                           | Adreça                                             | Tipus       | Coordenades                                          |
| ------------------------------------------------ | -------------------------------------------------- | ----------- | ---------------------------------------------------- |
| Hospital de Sant Joan Despí Moisès Broggi        | Jacint Verdaguer, 90. Sant Joan Despí              |             | 41° 22′ 25″ N, 2° 04′ 23″ E / 41.373495°N,2.073092°E |
| Hospital de Viladecans                           | Av. de Gavà, 38. Viladecans                        | Públic, ICS | 41° 18′ 45″ N, 2° 00′ 53″ E / 41.312565°N,2.014752°E |
| Hospital General. Parc Sanitari Sant Joan de Déu | Camí Vell de la Colònia, 25. Sant Boi de Llobregat |             | 41° 20′ 32″ N, 2° 02′ 50″ E / 41.342216°N,2.047276°E |
| Hospital Sant Joan de Déu                        | Av. Mancomunitats Comarcals, 1. Martorell          |             | 41° 28′ 18″ N, 1° 55′ 13″ E / 41.471676°N,1.920334°E |
| Hospital Sant Joan de Déu                        | Pg. de Sant Joan de Déu, 2. Esplugues de Llobregat |             | 41° 23′ 03″ N, 2° 06′ 08″ E / 41.384034°N,2.102281°E |

### Barcelonès
| Centre                                                                     | Adreça                                                                              | Tipus       | Coordenades                                          |
| -------------------------------------------------------------------------- | ----------------------------------------------------------------------------------- | ----------- | ---------------------------------------------------- |
| Fundació Hospital de l'Esperit Sant                                        | Av. de Mossén Josep Pons i Robadà, s/n. Santa Coloma de Gramenet                    |             | 41° 26′ 20″ N, 2° 12′ 44″ E / 41.439019°N,2.212210°E |
| Fundació Puigvert/Iuna                                                     | Cartagena, 340. Barcelona                                                           |             | 41° 24′ 47″ N, 2° 10′ 22″ E / 41.413035°N,2.172817°E |
| Hospital Clínic i Provincial de Barcelona                                  | Villarroel, 170. Barcelona                                                          |             | 41° 23′ 22″ N, 2° 09′ 08″ E / 41.389548°N,2.152222°E |
| Hospital Clínic i Provincial de Barcelona, seu Sabino de Arana             | Sabino de Arana, 1. Barcelona                                                       |             | 41° 23′ 07″ N, 2° 07′ 36″ E / 41.385370°N,2.126696°E |
| Hospital de la Santa Creu i Sant Pau                                       | Sant Quintí, 89. Barcelona                                                          |             | 41° 24′ 46″ N, 2° 10′ 28″ E / 41.412778°N,2.174444°E |
| Hospital de l'Esperança                                                    | Sant Josep de la Muntanya, 12. Barcelona                                            |             | 41° 24′ 40″ N, 2° 09′ 15″ E / 41.411021°N,2.154112°E |
| Hospital del Mar                                                           | Pg. Marítim, 25-29. Barcelona                                                       |             | 41° 23′ 01″ N, 2° 11′ 39″ E / 41.383692°N,2.194255°E |
| Hospital Dos de Maig                                                       | Dos de Maig, 301. Barcelona                                                         |             | 41° 24′ 39″ N, 2° 10′ 36″ E / 41.410803°N,2.176626°E |
| Hospital General de l'Hospitalet                                           | Josep Molins, 29. L'Hospitalet de Llobregat                                         |             | 41° 22′ 27″ N, 2° 06′ 25″ E / 41.374243°N,2.106887°E |
| Hospital Municipal de Badalona                                             | Via Augusta, 9-13. Badalona                                                         |             | 41° 27′ 03″ N, 2° 14′ 44″ E / 41.450714°N,2.245686°E |
| Hospital Plató                                                             | Plató, 21. Barcelona                                                                |             | 41° 24′ 05″ N, 2° 08′ 32″ E / 41.401278°N,2.142316°E |
| Hospital Sant Rafael                                                       | Pg. de la Vall d'Hebron, 107. Barcelona                                             |             | 41° 25′ 33″ N, 2° 08′ 27″ E / 41.425748°N,2.140702°E |
| Hospital Universitari de Bellvitge                                         | Feixa Llarga, s/n. L'Hospitalet de Llobregat                                        | Públic, ICS | 41° 20′ 41″ N, 2° 06′ 15″ E / 41.344861°N,2.104244°E |
| Hospital Universitari de Traumotologia i Rehabilitació de la Vall d'Hebron | Pg. de la Vall d'Hebron, 119-129. Barcelona                                         | Públic, ICS | 41° 25′ 39″ N, 2° 08′ 24″ E / 41.427405°N,2.139983°E |
| Hospital Universitari General de la Vall d'Hebron                          | Pg. de la Vall d'Hebron, 119-129. Barcelona                                         | Públic, ICS | 41° 25′ 41″ N, 2° 08′ 32″ E / 41.428083°N,2.142278°E |
| Hospital Universitari Germans Trias i Pujol de Badalona                    | Ctra. de Canyet, s/n. Badalona                                                      | Públic, ICS | 41° 28′ 51″ N, 2° 14′ 16″ E / 41.480807°N,2.237820°E |
| Hospital Universitari Maternoinfantil de la Vall d'Hebron                  | Pg. de la Vall d'Hebron, 119-129. Barcelona                                         | Públic, ICS | 41° 25′ 45″ N, 2° 08′ 37″ E / 41.429223°N,2.143496°E |
| Hospital Universitari Sagrat Cor                                           | Viladomat, 288. Barcelona                                                           |             | 41° 23′ 20″ N, 2° 08′ 44″ E / 41.388913°N,2.145687°E |
| ICO Badalona                                                               | Ctra. de Canyet, s/n. Badalona                                                      |             | 41° 28′ 51″ N, 2° 14′ 16″ E / 41.480807°N,2.237820°E |
| ICO L'Hospitalet                                                           | Av. de la Granvia, s/n km 2,7 (Hospital Duran i Reynals). L'Hospitalet de Llobregat |             | 41° 20′ 45″ N, 2° 06′ 41″ E / 41.345783°N,2.111441°E |
| Institut Guttmann                                                          | Camí de Can Ruti, s/n. Badalona                                                     |             | 41° 28′ 43″ N, 2° 14′ 14″ E / 41.478730°N,2.237173°E |

### Garraf
| Centre                                      | Adreça                                         | Tipus | Coordenades                                          |
| ------------------------------------------- | ---------------------------------------------- | ----- | ---------------------------------------------------- |
| Fundació Hospital Comarcal Sant Antoni Abat | Rambla de Sant Josep, 21. Vilanova i la Geltrú |       | 41° 13′ 43″ N, 1° 43′ 21″ E / 41.228529°N,1.722442°E |
| Fundació Hospital Residència Sant Camil     | Ctra. de Puigmoltó, km 0,8. Sant Pere de Ribes |       | 41° 15′ 14″ N, 1° 45′ 53″ E / 41.253833°N,1.764847°E |

### Maresme
| Centre             | Adreça                           | Tipus | Coordenades                                          |
| ------------------ | -------------------------------- | ----- | ---------------------------------------------------- |
| Hospital de Mataró | Carretera de Cirera, s/n. Mataró |       | 41° 33′ 21″ N, 2° 25′ 49″ E / 41.555804°N,2.430325°E |

### Vallès Occidental
| Centre                  | Adreça                              | Tipus  | Coordenades                                          |
| ----------------------- | ----------------------------------- | ------ | ---------------------------------------------------- |
| Hospital de Sabadell    | Parc Taulí, s/n. Sabadell           |        | 41° 33′ 25″ N, 2° 06′ 37″ E / 41.557060°N,2.110204°E |
| Hospital de Terrassa    | Ctra. de Torrebonica, s/n. Terrassa |        | 41° 33′ 24″ N, 2° 03′ 10″ E / 41.556610°N,2.052662°E |
| Hospital Mútua Terrassa | Pl. Dr. Robert, 5. Terrassa         |        | 41° 33′ 50″ N, 2° 01′ 02″ E / 41.563837°N,2.017099°E |
| Clínica Vallès          | Passeig Rubió i Ors, 23             | Privat |                                                      |

### Vallès Oriental
| Centre                              | Adreça                                 | Tipus | Coordenades                                          |
| ----------------------------------- | -------------------------------------- | ----- | ---------------------------------------------------- |
| Fundació Privada Hospital de Mollet | Sant Llorenç, 39. Mollet del Vallès    |       | 41° 32′ 29″ N, 2° 12′ 40″ E / 41.541253°N,2.211100°E |
| Hospital de Sant Celoni             | Av. de l'Hospital, 19. Sant Celoni     |       | 41° 41′ 16″ N, 2° 29′ 09″ E / 41.687865°N,2.485834°E |
| Hospital General de Granollers      | Av. de Francesc Ribas, s/n. Granollers |       | 41° 36′ 49″ N, 2° 17′ 47″ E / 41.613566°N,2.296460°E |

## Camp de Tarragona
| Centre                                        | Adreça                                   | Tipus           | Coordenades                                          |
| --------------------------------------------- | ---------------------------------------- | --------------- | ---------------------------------------------------- |
| Pius Hospital de Valls                        | Pl. Sant Francesc, s/n. Valls            |                 | 41° 17′ 00″ N, 1° 15′ 03″ E / 41.283221°N,1.250965°E |
| Centre MQ Reus                                | Antoni Gaudí, 26. Reus                   |                 | 41° 09′ 33″ N, 1° 06′ 19″ E / 41.159273°N,1.105297°E |
| Hospital Sant Joan de Reus                    | Josep Laporte, s/n. Reus                 | Públic, Sagessa | 41° 09′ 21″ N, 1° 06′ 13″ E / 41.155763°N,1.103664°E |
| Hospital del Vendrell                         | Carretera de Barcelona, s/n. El Vendrell |                 | 41° 13′ 25″ N, 1° 32′ 34″ E / 41.223483°N,1.542693°E |
| Hospital Sant Pau i Santa Tecla               | Rambla Vella, 14. Tarragona              |                 | 41° 06′ 58″ N, 1° 15′ 16″ E / 41.115983°N,1.254482°E |
| Hospital Universitari Joan XXIII de Tarragona | Dr. Mallafré i Guasch, 4. Tarragona      | Públic, ICS     | 41° 07′ 29″ N, 1° 14′ 22″ E / 41.124614°N,1.239506°E |

## Catalunya Central
| Centre                                        | Adreça                                    | Tipus | Coordenades                                          |
| --------------------------------------------- | ----------------------------------------- | ----- | ---------------------------------------------------- |
| Hospital Universitari d'Igualada              | Av. Catalunya, 11. Igualada               |       | 41° 35′ 19″ N, 1° 37′ 13″ E / 41.588625°N,1.620225°E |
| Centre Hospitalari                            | Av. de les Bases de Manresa, 6-8. Manresa |       | 41° 44′ 05″ N, 1° 49′ 29″ E / 41.734756°N,1.824729°E |
| Hospital Sant Joan de Déu                     | Dr. Joan Soler, s/n. Manresa              |       | 41° 43′ 14″ N, 1° 50′ 15″ E / 41.720570°N,1.837517°E |
| Hospital Comarcal Sant Bernabé                | Ctra. de Ribes, s/n. Berga                |       | 42° 06′ 25″ N, 1° 51′ 07″ E / 42.106825°N,1.851833°E |
| Hospital Universitari de Vic                  | Francesc Pla El Vigatà, 1. Vic            |       | 41° 56′ 13″ N, 2° 15′ 37″ E / 41.936898°N,2.260204°E |
| Hospital Universitari de la Santa Creu de Vic | Rambla de l'Hospital, 52. Vic             |       |                                                      |

## Girona
| Centre                                              | Adreça                                                  | Tipus       | Coordenades                                          |
| --------------------------------------------------- | ------------------------------------------------------- | ----------- | ---------------------------------------------------- |
| Hospital de Figueres                                | Ronda del Rector Arolas, s/n. Figueres                  |             | 42° 16′ 07″ N, 2° 57′ 16″ E / 42.268499°N,2.954472°E |
| Hospital de Palamós                                 | Hospital, 36. Palamós                                   |             | 41° 51′ 10″ N, 3° 07′ 54″ E / 41.852908°N,3.131795°E |
| Hospital Comarcal de la Garrotxa                    | Av. Països Catalans,86. Olot                            |             | 42° 11′ 13″ N, 2° 28′ 05″ E / 42.186943°N,2.468128°E |
| Clínica Girona                                      | Joan Maragall, 26. Girona                               |             | 41° 58′ 44″ N, 2° 49′ 14″ E / 41.978923°N,2.820552°E |
| Hospital Santa Caterina                             | Dr. Castany, s/n (Parc Hospitalari Martí i Julià). Salt |             | 41° 58′ 11″ N, 2° 47′ 49″ E / 41.969770°N,2.796908°E |
| Hospital Universitari Doctor Josep Trueta de Girona | Av. de França, s/n. Girona                              | Públic, ICS | 41° 59′ 52″ N, 2° 49′ 12″ E / 41.997892°N,2.819996°E |
| ICO Girona                                          | Av. de França, s/n. Girona                              |             | 41° 59′ 53″ N, 2° 49′ 14″ E / 41.998052°N,2.820572°E |
| Hospital Comarcal Sant Jaume de Calella             | Sant Jaume, 209. Calella                                |             | 41° 36′ 55″ N, 2° 39′ 23″ E / 41.615210°N,2.656521°E |
| Clínica Salus Infirmorum                            | Av. Mossèn Lluís Constans, 130. Banyoles                |             | 42° 06′ 53″ N, 2° 45′ 40″ E / 42.114799°N,2.761174°E |
| Hospital de Campdevànol                             | Ctra. de Gombrèn, 20. Campdevànol                       |             | 42° 13′ 22″ N, 2° 10′ 00″ E / 42.222717°N,2.166765°E |
| Hospital Comarcal de Blanes                         | Accés cala Sant Francesc, 5. Blanes                     |             | 41° 41′ 14″ N, 2° 48′ 07″ E / 41.687225°N,2.801908°E |

## Lleida
| Centre                                            | Adreça                               | Tipus        | Coordenades                                          |
| ------------------------------------------------- | ------------------------------------ | ------------ | ---------------------------------------------------- |
| NovAliança (Antiga Clínica de Ponent)             | Prat de la Riba, 79. Lleida          | Privat, XHUP | 41° 37′ 20″ N, 0° 37′ 34″ E / 41.622262°N,0.626109°E |
| Hospital Santa Maria                              | Av. Alcalde Rovira Roure, 44. Lleida | Públic, GSS  | 41° 37′ 27″ N, 0° 37′ 05″ E / 41.624231°N,0.618086°E |
| Hospital Universitari Arnau de Vilanova de Lleida | Av. Alcalde Rovira Roure, 80. Lleida | Públic, ICS  | 41° 37′ 35″ N, 0° 36′ 46″ E / 41.626500°N,0.612911°E |

## Terres de l'Ebre
| Centre                                | Adreça                              | Tipus       | Coordenades                                          |
| ------------------------------------- | ----------------------------------- | ----------- | ---------------------------------------------------- |
| Clínica Terres de l'Ebre              | Pl. Joaquim Bau, 6-8. Tortosa       |             | 40° 48′ 49″ N, 0° 30′ 58″ E / 40.813702°N,0.516198°E |
| Hospital de Tortosa Verge de la Cinta | Esplanetes, 44-58. Tortosa          | Públic, ICS | 40° 48′ 40″ N, 0° 31′ 28″ E / 40.811210°N,0.524575°E |
| Hospital Comarcal d'Amposta           | C. Jacint Verdaguer, 11. Amposta    |             | 40° 42′ 32″ N, 0° 34′ 42″ E / 40.708913°N,0.578259°E |
| Hospital Comarcal Móra d'Ebre         | Benet i Messeguer, s/n. Móra d'Ebre |             | 41° 05′ 43″ N, 0° 38′ 20″ E / 41.095312°N,0.638812°E |